# 46

46(사십육)은 45보다 크고 47보다 작은 자연수다.

## 수학
- 합성수로, 그 약수는 1, 2, 23, 46이다. 진약수의 합은 26이므로, 46은 부족수다.
  - 16번째 반소수다. 앞의 반소수는 39, 다음 반소수는 49다.
- 4번째 구각수다. 앞의 구각수는 24, 다음은 75다.
- 6번째 중심있는 삼각수다. 앞의 중심있는 삼각수는 31, 다음은 64다.
- {\displaystyle 46=1^{2}+3^{2}+6^{2}}
  - 연속하는 세 삼각수의 제곱합으로 나타낼 수 있는 가장 작은 수다. 이 성질을 지닌 다음 수는 145다.

## 과학
- 팔라듐(Pd)의 원자번호.
- 인간 염색체의 개수(상염색체 44개+성염색체 XX 또는 XY)
- NGC 46: 물고기자리 방향에 있는 항성.

## 교통
- 고속도로
  - 유럽 고속도로 46호선: 프랑스 셰르부르앙코텐틴(영어판, 프랑스어판)에서 벨기에 리에주까지 이어지는 유럽 고속도로.
  - 아우토반 46호선: 독일의 고속도로.

- 국도 제46호선
  - 대한민국 46번 국도: 인천광역시 중구 북성동2가에서 강원특별자치도 고성군 간성읍까지 이어지는 대한민국의 국도.
  - 일본 46번 국도: 이와테현 모리오카시에서 아키타현 아키타시까지 이어지는 일본의 국도.

- 기타 도로
  - 현도 제46호선

## 군사
- U-46: 독일의 군용 잠수함. 제1차 세계 대전에 사용된 1915년제 모델(영어판)과 제2차 세계 대전에 사용된 1938년제 모델(영어판)이 있다.

## 문화유산
- 대한민국의 국보 제46호: 부석사조사당벽화
- 대한민국의 보물 제46호: 익산 고도리 석조여래입상
- 대한민국의 사적 제46호: 경주 원원사지

## 방송
- 스카이라이프의 tvN 쇼 채널 번호.
- 지니 TV의 드라마큐브 채널 번호.
- B tv의 ENA 드라마 채널 번호.
- U+ TV의 스크린 채널 번호.
- LG헬로비전의 CNTV 채널 번호.
- B tv 케이블의 tvN 드라마 채널 번호.
- KT HCN의 OCN 채널 번호.

## 기타
- 날짜: 4월 6일
- 연도: 46년, 기원전 46년

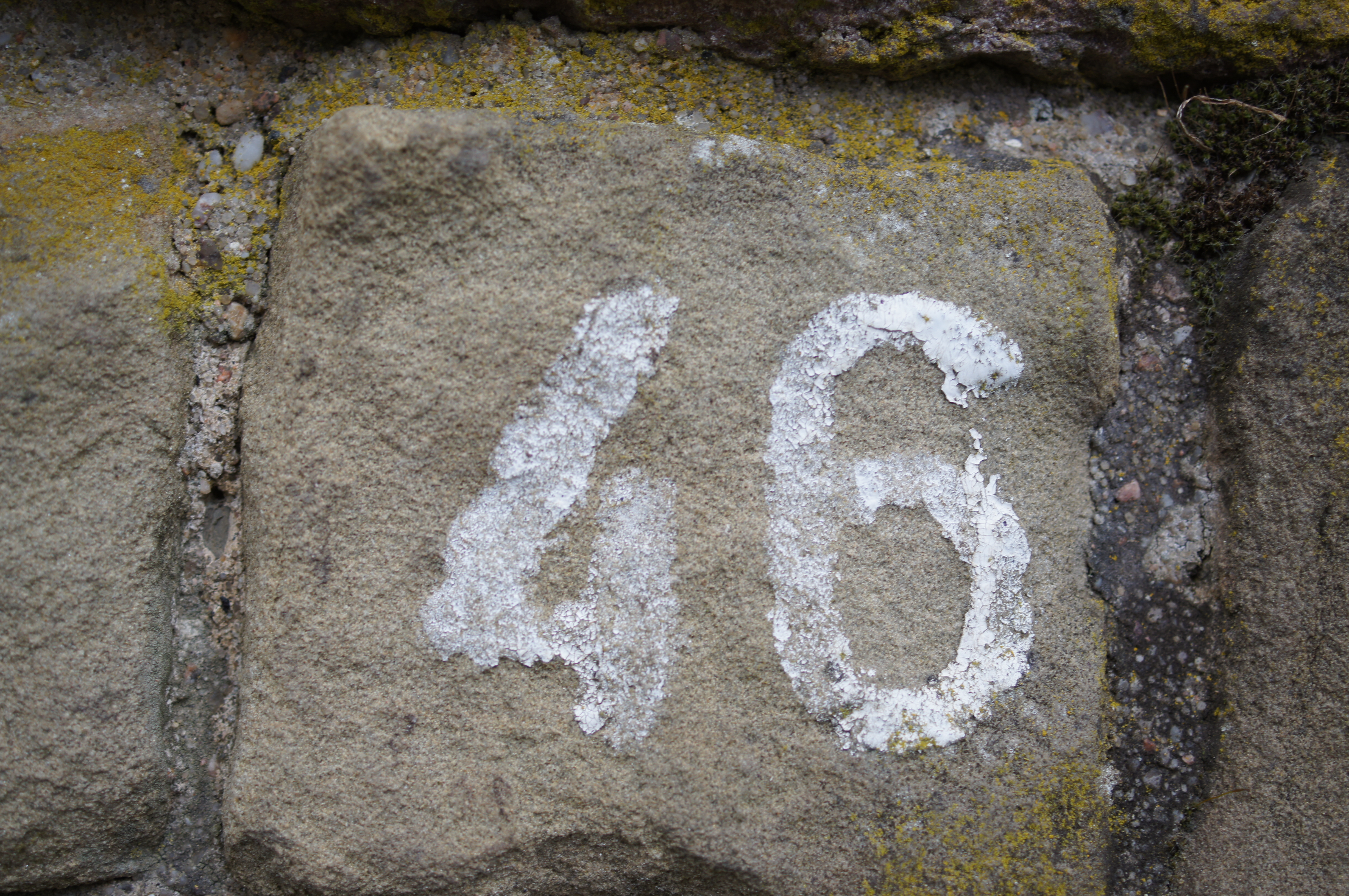

- 고려시대의 무신 최충헌의 관직 이름은 ‘벽상삼한삼중대광 개부의동삼사 수태사 문하시랑동중서문하평장사 상장군 상주국 판병부어사대사 태자태사’로 총 46자이다.
- 히라가나와 가타카나의 청음은 총 46자이다.
- ‘사륙’은 대한민국 소방청에서 사용하는 무전 약어로 ‘알겠나’라는 뜻이다. 무전을 마친 후 내용을 제대로 들었는지 여부를 묻기 위해 ‘사륙’을 덧붙이고, 상대방은 ‘알았다.’로 답하려면 ‘사칠’, 제대로 못 들었다면 ‘재송 바람’ 으로 응답하고 있다. 
  - 현대자동차그룹이 소방관들을 위한 회복지원 수소전기버스를 제주 소방청에 기증했는데 이 무전 용어를 가지고 영상을 만들었다.
- 일본어에서 흰색을 뜻하는 단어이자 이름으로 쓰이는 말 ‘시로(しろ)’의 숫자 고로아와세.